# Castiglione Torinese
Castiglione Torinese és un comune (municipi) de la ciutat metropolitana de Torí, a la regió italiana del Piemont, situat a uns 11 quilòmetres al nord-est de Torí. A 1 de gener de 2019 la seva població era de 3.681 habitants.
Castiglione Torinese limita amb els següents municipis: Settimo Torinese, Gassino Torinese, San Mauro Torinese, Baldissero Torinese i Pavarolo.